# Klaus Dona
Klaus Dona (* 1949 in Jenbach, Österreich) ist ein österreichischer selbstständiger Kulturmanager, Ausstellungs-Organisator und Publizist pseudowissenschaftlicher Werke.

## Leben
In Zusammenarbeit mit Reinhard Habeck und Karl Schmeisser veröffentlichte Dona mehrere Schriften, welche sich „ungeklärten Rätseln der menschlichen Vergangenheit“ widmen. Dona war Vortragender bei Kongressen über angeblich unerklärliche Artefakte in Österreich, Spanien, den USA, Italien und Frankreich und genießt bei vielen Esoterikern großes Ansehen.
Seit 1982 ist Dona wohnhaft in Wien. Hier war er mehrere Jahre als Fernostexperte beim WienTourismus angestellt und betreibt dort seit 1987 ein Büro. Seit Jahren widmet er sich der Erforschung von seines Erachtens rätselhaften Ausgrabungen und Entdeckungen. Unter anderem glaubt er, die Existenz einer uralten, globalen Zivilisation nachweisen zu können, die unter anderem die ersten Pyramiden erbaut habe.
Klaus Dona war mit der gebürtigen Japanerin Chikako Miyahara verheiratet und hat drei Kinder.

## Ausstellungen
- Planung und Durchführung des „japanischen Freundschafts-Festes“ auf der Wiener Donauinsel
- Planung und Koordination für den japanischen Serien-Kinofilm Tora-San
- Der Glanz des Hauses Habsburg in Tokio, Auslöser des „Habsburg–Booms“ in Japan
- Unsolved Mysteries – die Welt des Unerklärlichen. Weltpremiere der Ausstellung in Wien; Folgeausstellungen in Berlin (D), Interlaken (CH), Seoul (Korea)